# درزی‌کوی
دَرزی‌کوی (به ترکی استانبولی: Terziköy) یک منطقهٔ مسکونی در ترکیه است که در قسطمونی واقع شده‌است.
نام درزی‌کوی فارسی و به معنی «کوی خیاطان» است.